# 大坪林站
24°58′59″N 121°32′29″E / 24.98292°N 121.54134°E
大坪林站位於台灣新北市新店區，為台北捷運松山新店線與環狀線西環段之交會捷運車站。過去臺灣鐵路管理局新店線曾於本站南方永新街口附近設有大坪林車站。

## 車站概要
車站位於北新路與民權路口，大坪林的二十張及寶斗厝一帶，站體為地下四層，目前設有五個出口，車站上方為大坪林聯開大樓，松山新店線站體位於北新路下方，環狀線站體則位於民權路下方。車站編號的部分，松山新店線為G04，環狀線為Y07。
站名取自當地地名「大坪林」；新店線興建時曾暫名為江陵里。
過去臺灣鐵路管理局新店線亦有同名但位置不同之簡易車站，位於今日捷運七張站站址。

## 車站構造

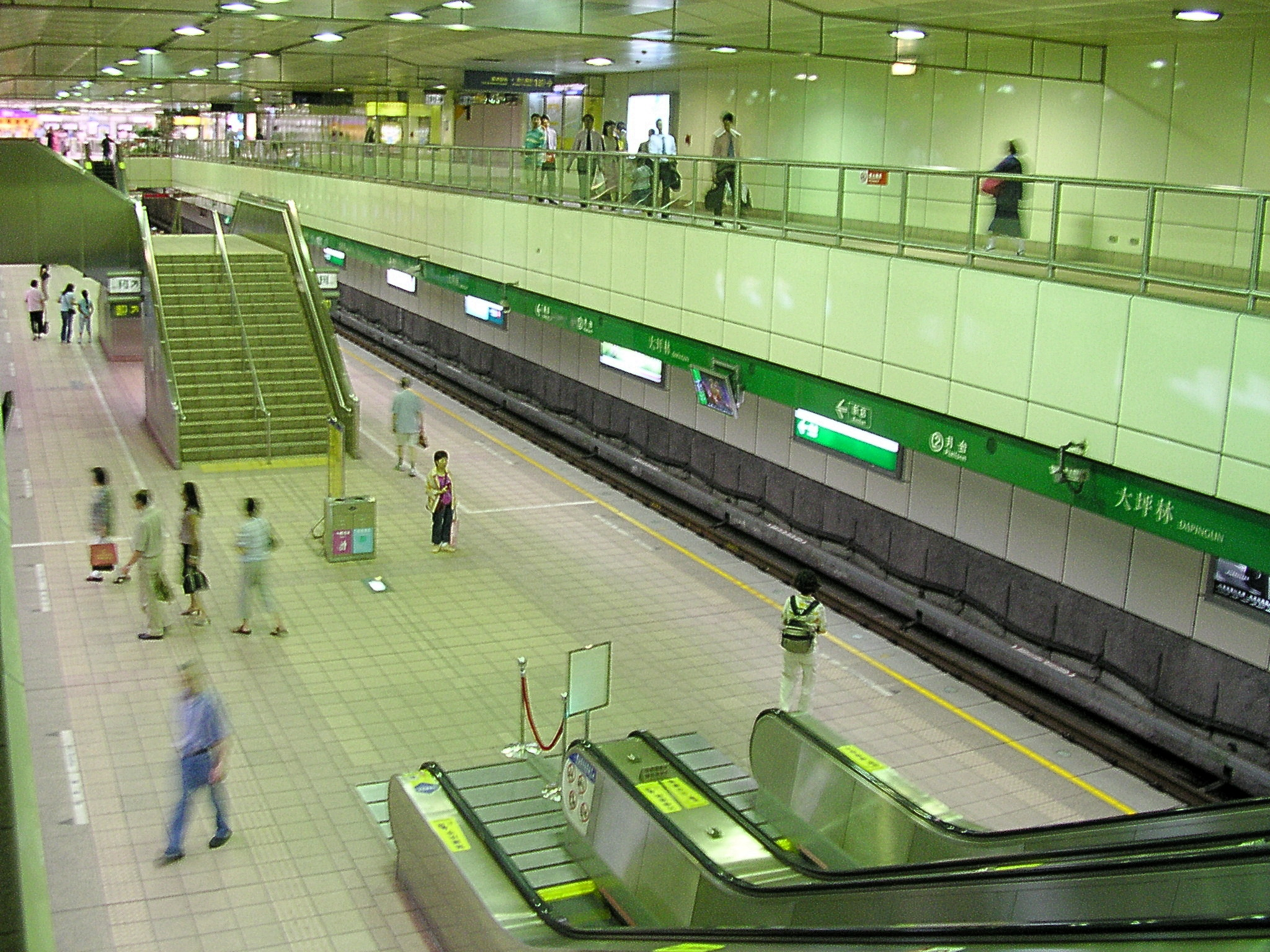
松山新店線月台（增設半高式月台門前）

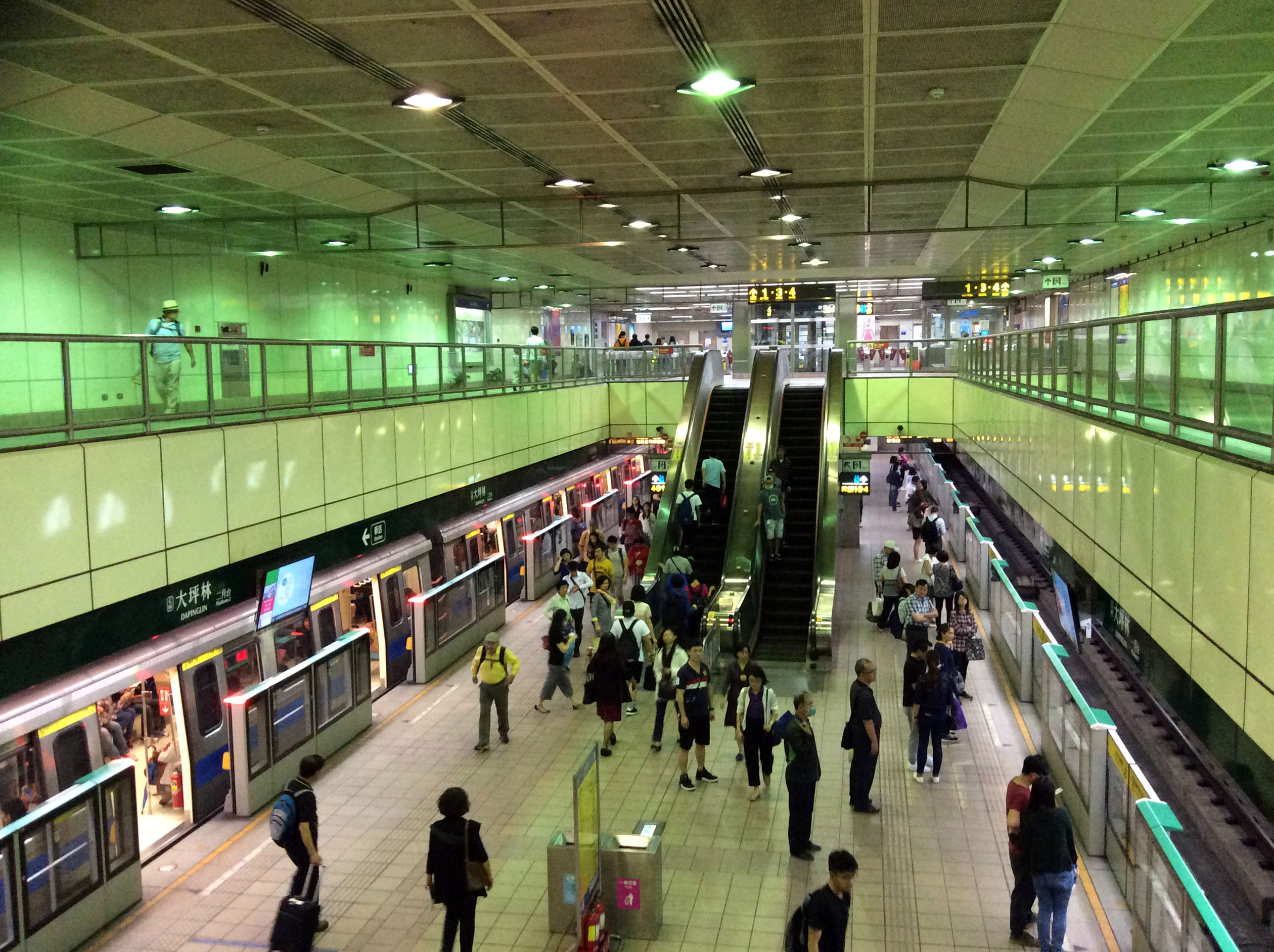
松山新店線月台（增設半高式月台門後）

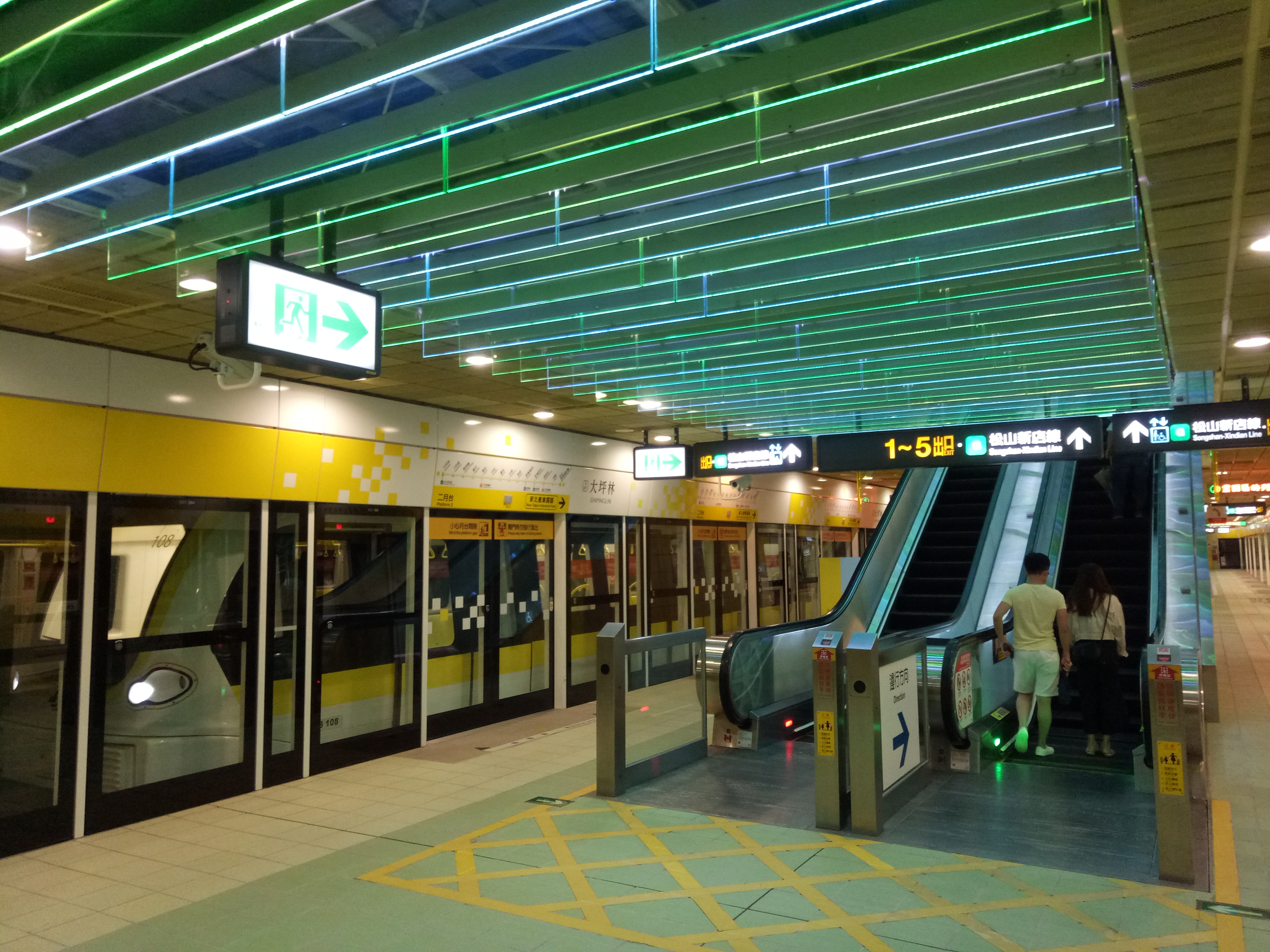
環狀線月台

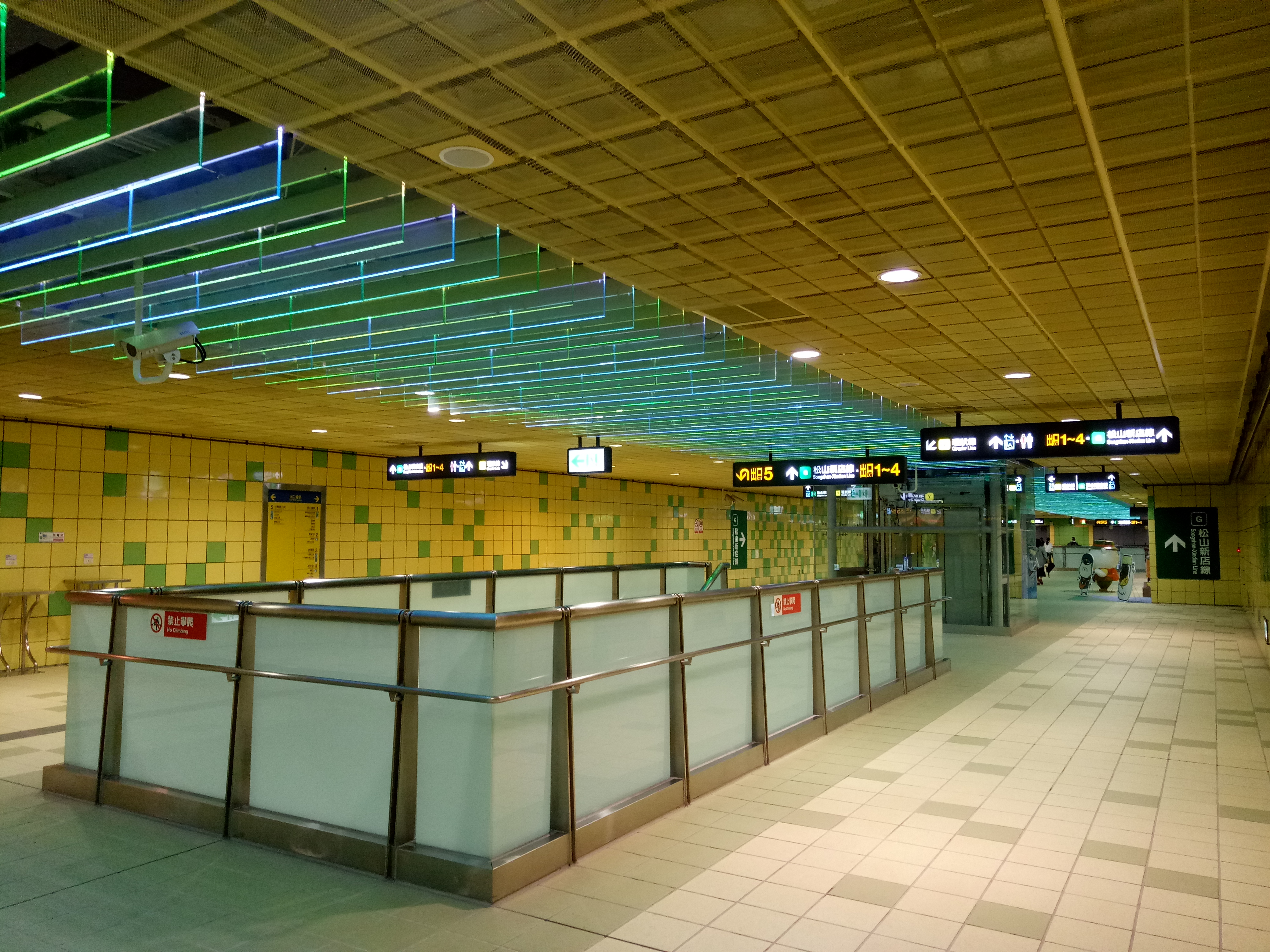
環狀線與松山新店線的連通道

設計為地下交會車站，目前使用中的出入口有原屬新店線車站的四個出入口及環狀線所新增的五號出口。
松山新店線設有半高式月台門，環狀線（西環段/南環段）則設有全高式月台門。

### 車站樓層
| 地面      | 出入口             | 出入口                                                    |
| 地下 一樓 | 大廳層             | 車站大廳、 詢問處、自動售票機、驗票閘門                   |
| 地下 一樓 | 大廳層             | 洗手間（站體北側付費區外(近出口3)／環狀線付費區內各一座） |
| 地下 二樓 | 一月台             | ← 松山新店線往松山方向（G05 景美站）                      |
| 地下 二樓 | 島式月台，左側開門 |                                                           |
| 地下 二樓 | 二月台             | 松山新店線往新店方向（G03 七張站）→                       |

| 地下 四樓 | 一月台             | ← 環狀線往新北產業園區方向（Y08 十四張站） |
| 地下 四樓 | 島式月台，左側開門 |                                            |
| 地下 四樓 | 二月台             | 環狀線往動物園方向（Y06站，興建中）→       |

※環狀線在本站西側設置橫渡線供列車調頭。
※環狀線月台位於地下四樓，電扶梯直達地下一樓大廳層，并可在此與新店線連通。然而新店線興建時未預留轉乘環狀線的空間，因此無法像忠孝新生站和中山站一樣可在兩月台間直接轉乘。

※未來待環狀線南環段通車後二月台將配合「擬定新店榮工廠地都市更新計畫暨都市計畫變更案」設置於公園用地下方之Y06站啟用。

### 車站出口
出口1位於車站西側、出口2位於車站南側、出口3、4位於車站北側、出口5位於車站東側，無障礙電梯位於出口3；此外出口3、4與聯合開發大樓共構。環狀線通車後啟用出口5。
| 出入口                          | 圖片         | 位置                                                         |
| ------------------------------- | ------------ | ------------------------------------------------------------ |
| 出入口1 · 設有手扶梯            | 環狀線通車前 | 同仁醫院（北新路西側、民權路口）                             |
| 出入口2                         | 環狀線通車前 | 寶安街（北新路東側、寶安街旁）                               |
| 出入口3 · 設有電梯 · 設有手扶梯 |              | 民權路（北新路東側、民權路口）                               |
| 出入口4                         |              | 順安街（北新路東側、順安街口）（此出口設有捷運共構住宅大樓） |
| 出入口5 · 設有手扶梯            |              | 中興路三段（中興路西側、民權路口）(為環狀線新增出口)         |
| 註： 設有電梯 \| 設有手扶梯     |              |                                                              |

## 歷史

### 臺北鐵道・臺鐵大坪林車站
- 1921年3月24日：隨著新店線鐵路「公館－新店」段正式通車而啟用，當時稱為大坪林乘降場（日语：〔〕 Taiheirin－ ? [註 4]）。[15]

戰後，新店線鐵路由臺鐵接手經營。
- 1965年3月24日：隨著臺鐵新店線停駛而廢止。

目前的捷運大坪林站與臺灣鐵路管理局新店線大坪林車站的站點不同，原台鐵新店線大坪林車站位於目前北新路/永新街口與捷運七張站之間，而現今捷運大坪林站位置較接近日治時期新店線二十張站（現今順安街與北新路三段交接附近）。

### 台北捷運大坪林站
- 1999年11月11日[2]：新店線大坪林站隨著新店線「古亭－新店」段正式通車而啟用[16]（p. 328）。
- 2003年：配合台北市政府改採漢語拼音為主要譯名標準的新政策，站名的官方英譯由原本威妥瑪拼音的Ta Pinglin Station改為Dapinglin Station。[17]
- 2010年1月25日：環狀線大坪林站連續壁及車站結構體工程開始[18]
- 2016年8月22日：新店線半高式月台門正式啟用。
- 2019年10月25日：臺北市政府辦理環狀線第一階段（西環段）初勘作業。
- 2020年1月5日：交通部辦理環狀線第一階段（西環段）履勘作業。
- 2020年1月16日：交通部核准環狀線第西環段通車。
- 2020年1月19日起：環狀線「新北產業園區—大坪林」段開放試營運，試乘時間於上午10點至下午4點[19][20]。
- 2020年1月31日：環狀線「新北產業園區—大坪林」段正式營運[3][4][5]。
- 2023年1月31日：環狀線西環段自台北捷運公司更由新北捷運公司營運[21]。
- 2024年4月3日：因發生花蓮大地震，本站環狀線車站隨環狀線全線停駛[22]。
- 2024年4月7日：本站環狀線車站隨「中和－大坪林」段搶通恢復營運，班距約10分鐘一班[23]。
- 2024年12月12日：「板新－中原」段修復並測試完成，全線於當日12時恢復正常營運。

#### 車站附近發展
- 大坪林站開通後，促進車站附近（民權路與北新路）之繁榮，多家商家紛紛進駐此區域。
- 大坪林一帶原沒有中興路，於1990年左右開始興建，現在可從景美溪一直通到碧潭。
- 大坪林站所在地，原稱為江陵里。向西走可達遠東工業區。

## 利用狀況
根據2024年12月資料，大坪林站每日旅運量約為53,198人次，在台北捷運各站中排行第31名。
| 1999                                                                                 | 373,971                                                                          | 350,793   | 724,764    | [ 24 ] | 7,333    | 6,878    | 14,211   |
| 2000                                                                                 | 3,507,051                                                                        | 3,234,609 | 6,741,660  | [ 24 ] | 9,582    | 8,838    | 18,420   |
| 2001                                                                                 | 3,787,215                                                                        | 3,493,910 | 7,281,125  | [ 24 ] | [ 註 5 ] | [ 註 5 ] | [ 註 5 ] |
| 2002                                                                                 | 4,151,637                                                                        | 3,852,110 | 8,003,747  | [ 24 ] | 11,374   | 10,554   | 21,928   |
| 2003                                                                                 | 4,271,015                                                                        | 3,961,617 | 8,232,632  | [ 24 ] | 11,701   | 10,854   | 22,555   |
| 2004                                                                                 | 4,728,765                                                                        | 4,469,787 | 9,198,552  | [ 24 ] | 12,920   | 12,213   | 25,133   |
| 2005                                                                                 | 4,934,084                                                                        | 4,684,683 | 9,618,767  | [ 24 ] | 13,518   | 12,835   | 26,353   |
| 2006                                                                                 | 5,316,594                                                                        | 5,068,010 | 10,384,604 | [ 24 ] | 14,566   | 13,885   | 28,451   |
| 2007                                                                                 | 5,512,876                                                                        | 5,245,364 | 10,758,240 | [ 24 ] | 15,104   | 14,371   | 29,475   |
| 2008                                                                                 | 5,750,367                                                                        | 5,520,295 | 11,270,662 | [ 24 ] | 15,711   | 15,083   | 30,794   |
| 2009                                                                                 | 5,693,119                                                                        | 5,514,921 | 11,208,040 | [ 24 ] | 15,598   | 15,109   | 30,707   |
| 2010                                                                                 | 5,917,790                                                                        | 5,753,882 | 11,671,672 | [ 24 ] | 16,213   | 15,764   | 31,977   |
| 2011                                                                                 | 6,085,644                                                                        | 5,962,903 | 12,048,547 | [ 24 ] | 16,673   | 16,337   | 33,010   |
| 2012                                                                                 | 6,194,136                                                                        | 6,115,819 | 12,309,955 | [ 24 ] | 16,924   | 16,710   | 33,634   |
| 2013                                                                                 | 6,387,895                                                                        | 6,311,454 | 12,699,349 | [ 24 ] | 17,501   | 17,292   | 34,793   |
| 2014                                                                                 | 6,735,483                                                                        | 6,584,057 | 13,319,540 | [ 24 ] | 18,453   | 18,039   | 36,492   |
| 2015                                                                                 | 6,975,406                                                                        | 6,794,465 | 13,769,871 | [ 24 ] | 19,111   | 18,615   | 37,726   |
| 2016                                                                                 | 7,140,332                                                                        | 6,941,559 | 14,081,891 | [ 24 ] | 19,509   | 18,966   | 38,475   |
| 2017                                                                                 | 7,248,396                                                                        | 7,070,219 | 14,318,615 | [ 24 ] | 19,859   | 19,370   | 39,229   |
| 2018                                                                                 | 7,461,658                                                                        | 7,257,003 | 14,718,661 | [ 24 ] | 20,443   | 19,882   | 40,325   |
| 2019                                                                                 | 7,573,177                                                                        | 7,385,181 | 14,958,358 | [ 24 ] | 20,748   | 20,233   | 40,982   |
| 2020                                                                                 | 7,778,055                                                                        | 7,550,841 | 15,328,896 | [ 24 ] | 21,252   | 20,631   | 41,882   |
| 2021                                                                                 | 6,002,287                                                                        | 5,830,820 | 11,833,107 | [ 24 ] | 16,444   | 15,974   | 32,419   |
| 2022                                                                                 | 6,641,271                                                                        | 6,449,319 | 13,090,590 | [ 24 ] | 18,195   | 17,669   | 35,864   |
| 由于技术原因，此 旧版图表 已停用，並須迁移至 新版图表 。造成您的不便，我們深表歉意。 |                                                                                  |           |            |        |          |          |          |
|                                                                                      | 由于技术原因，此旧版图表已停用，並須迁移至新版图表。造成您的不便，我們深表歉意。 |           |            |        |          |          |          |

## 車站周邊
- 景美溪
- 鳴遠橋
- 景美橋
- 國家運輸安全調查委員會
- 中央災害應變中心
- 行政院災害防救辦公室
- 國家災害防救科技中心
- 內政部空中勤務總隊
- 內政部建築研究所
- 內政部消防署
- 中央警察大學(台北聯絡處)
- 內政部戶政司第二辦公室
- 衛生福利部社會及家庭署(兒童及少年收養資訊中心)
- 衛生福利部保護服務司
- 新北市立圖書館新店分館
- 新店郵局（位於本站與七張站間）
- 台北矽谷大樓
- 新店同仁醫院
- 新北市公共自行車租賃系統
  - 捷運大坪林站（1號出口）
  - 捷運大坪林站（5號出口）
- 慈濟醫院台北院區
- 新北市私立莊敬高級工業家事職業學校
- 裕隆城（YES!LIFE裕隆城）
- 中興公園
- 耕莘醫院
- 耕莘健康管理專科學校

## 公車資訊
站牌名為《捷運大坪林站》、《捷運大坪林站(民權路)》、《大坪林》、《民權路口》

### 市區公車
| 編號         | 經營業者             | 區間                                 | 備註                                                                      | 路線圖 |
| ------------ | -------------------- | ------------------------------------ | ------------------------------------------------------------------------- | ------ |
| 252          | 欣欣客運             | 富德－台北車站                       | 停靠 捷運大坪林站、大坪林站牌                                             |        |
| 290副線      | 欣欣客運             | 景明街口－溪園路                     | 屬於新北市區公車。 停靠 捷運大坪林站、民權路口                            |        |
| 290副線萬和  | 欣欣客運             | 景明街口－溪園路                     | 屬於新北市區公車。 停靠 捷運大坪林站、民權路口                            |        |
| 643          | 新店客運             | 錦繡山莊－復興北村                   | 返程行經捷運中山國中站、民生東路。 停靠 捷運大坪林站、大坪林站牌          |        |
| 644          | 新店客運             | 青潭－博愛路                         | 停靠 捷運大坪林站、大坪林站牌                                             |        |
| 647          | 新店客運             | 大崎腳－捷運市政府站                 | 停靠 捷運大坪林站、大坪林站牌                                             |        |
| 648          | 新店客運             | 錦繡山莊－台北車站                   | 停靠 捷運大坪林站、大坪林站牌                                             |        |
| 793          | 台北客運             | 樹林－動物園                         | 屬於新北市區公車。                                                        |        |
| 796          | 台北客運             | 木柵－中和                           | 屬於新北市區公車。                                                        |        |
| 819          | 欣欣客運             | 深坑－捷運大坪林站                   | 屬於新北市區公車。停靠捷運大坪林站(民權路)、大坪林站牌                    |        |
| 819副線      | 欣欣客運             | 景福街－石碇高中                     | 屬於新北市區公車。停靠捷運大坪林站、大坪林站牌                            |        |
| 849          | 新店客運             | 烏來－台北車站                       | 三段收費。 屬於新北市區公車。 停靠 捷運大坪林站、捷運大坪林站(民權路)站牌 |        |
| 849屈尺社區  | 新店客運             | 烏來－台北車站                       | 三段收費。 屬於新北市區公車。 停靠 捷運大坪林站、捷運大坪林站(民權路)站牌 |        |
| 918          | 指南客運、中興巴士   | 泰山－新店                           | 屬於新北市區公車。 停靠 大坪林、民權路口站牌                              |        |
| 941          | 台北客運             | 三峽－新店                           | 屬於新北市區公車。 停靠 捷運大坪林站、捷運大坪林站（民權路）、大坪林站牌  |        |
| 951          | 中興巴士、指南客運   | 汐止－新店                           | 屬於新北市區公車。 停靠民權路口、捷運大坪林站(民權路)站牌                 |        |
| 982          | 首都客運、大都會客運 | 新莊－新店                           | 屬於新北市區公車。 停靠民權路口、 捷運大坪林站站牌                        |        |
| 982 直達     | 首都客運、大都會客運 | 行政院新莊聯合辦公大樓－捷運大坪林站 | 屬於新北市區公車。 僅停靠 捷運大坪林站站牌                                |        |
| 松江新生幹線 | 新店客運             | 青潭－復興北村                       | 原642，返程行經民權東路。 停靠 捷運大坪林站、大坪林站牌                   |        |
| 基隆路幹線   | 新店客運             | 大崎腳－捷運市政府站                 | 原650，停靠 捷運大坪林站、大坪林站牌                                      |        |
| 棕2          | 欣欣客運             | 景美女中－萬芳社區                   | 停靠 捷運大坪林站、大坪林站牌                                             |        |
| 綠3          | 新店客運             | 花園新城－中和                       | 屬於新北市區公車。 停靠 民權路口、捷運大坪林站(民權路)站牌                |        |
| 綠7          | 新店客運             | 黎明清境－捷運大坪林站               | 屬於新北市區公車。                                                        |        |
| 綠8          | 新店客運             | 台北小城－中和                       | 屬於新北市區公車。 停靠 民權路口、大坪林站牌                              |        |
| 綠9          | 大南汽車             | 大香山－慈濟醫院                     | 屬於新北市區公車。                                                        |        |
| 綠10         | 新店客運             | 景文科技大學－捷運大坪林站           | 屬於新北市區公車。                                                        |        |
| 綠13         | 新店客運             | 青潭－捷運公館站                     | 屬於新北市區公車。 停靠 捷運大坪林站、民權路口站牌                        |        |
| 綠15         | 新店客運             | 綠野香坡－捷運大坪林站               | 屬於新北市區公車。                                                        |        |
| 跳蛙公車     | 中興巴士             | 新店－汐止                           | 屬於新北市區公車。 停靠捷運大坪林站(民權路)、民權路口站牌                 |        |
| 跳蛙公車     | 欣欣客運             | 台北小城-大坪林                      | 屬於新北市區公車。 僅停靠 大坪林站牌                                      |        |
| 跳蛙公車     | 欣欣客運             | 湯泉-大坪林                          | 屬於新北市區公車。 僅停靠 大坪林站牌                                      |        |

### 國道客運
| 經營業者                       | 編號  | 營運路線或用途                   | 備註 | 路線圖 |
| ------------------------------ | ----- | -------------------------------- | --- | ------ |
| 國光客運                       | 1551  | 基隆－松山車站－新店             | 行駛中山高、台9線 經內湖(舊宗路)、松山車站、臺北世貿(基隆路)、捷運六張犁站、國立臺灣科技大學站、捷運萬隆站、捷運景美站、捷運大坪林站、捷運七張站、捷運新店區公所站、捷運新店站。 可使用悠遊卡、iPASS一卡通等電子車票支付車資                                                       |        |
| 統聯客運                       | 1665  | 新店－礁溪－宜蘭                 | 行駛國三甲、北二高、北宜高 經捷運大坪林站、捷運景美站、礁溪轉運站、宜蘭轉運站。 部分班次不行經礁溪 可使用悠遊卡、iPASS一卡通等電子車票支付車資 |        |
| 亞聯客運                       | 1728  | 新竹－龍潭－臺北(東區)           | 行駛中山高、二高 臺北端由仁愛敦化路口駛發 經清華大學、交通大學、龍潭、捷運小碧潭站、捷運大坪林站、捷運景美站、捷運萬隆站、捷運公館站、新生南路三段、仁愛路四段。 可使用悠遊卡、iPASS一卡通等電子車票支付車資                                                                       |        |
| 大有巴士                       | 1968  | 新店－三峽(恩主公醫院)－桃園機場 | 行駛台9線、市道106號、北二高、國道二號 經捷運新店站、捷運新店區公所站、捷運七張站、捷運大坪林站、捷運景安站、三峽(恩主公醫院)、桃園國際機場。 部分班次不行經三峽 可使用悠遊卡、iPASS一卡通電子車票支付車資                                                                         |        |
| 指南客運 中壢客運              | 9009  | 桃客桃園站－臺北(東區)           | 行駛國際路 (桃園市)、國道二號、北二高、基隆路 經新光大樓、桃園地方法院、捷運小碧潭站、耕莘醫院(中正路)、崇光女中、捷運七張站、捷運大坪林站、捷運景美站、捷運萬隆站、國立臺灣科技大學站、捷運六張犁站、臺北世界貿易中心站、市府轉運站。 可使用悠遊卡、iPASS一卡通等電子車票支付車資 |        |
| 大都會客運 臺北客運 (都會之星) | 9028  | 新店－羅東－冬山－蘇澳           | 行駛北二高、北宜高 經羅東、冬山全程車 可使用悠遊卡、iPASS一卡通等電子車票支付車資 |        |
| 大都會客運 臺北客運 (都會之星) | 9028A | 新店－坪林－羅東－冬山－蘇澳     | 行駛北二高、北宜高 經坪林、羅東、冬山全程車 可使用悠遊卡、iPASS一卡通等電子車票支付車資 |        |
| 大都會客運 臺北客運 (都會之星) | 9028B | 新店－羅東                       | 行駛北二高、北宜高 直達羅東區間車 可使用悠遊卡、iPASS一卡通等電子車票支付車資 |        |

## 公共藝術
車站通風井設有兩組公共藝術作品——「都會的自然風景：呼吸」與「都會的自然風景：流動」，作者為賴純純。

## 腳註

### 來源資料
1. ↑   (新闻稿). 台北捷運. 2016-04-11  [2016-04-11]. （原始内容存档于2016-04-11） （中文（臺灣））.
2. 1 2  新店線路線說明 （页面存档备份，存于）.臺北市政府捷運工程局.2018-08-28
3. 1 2  . 卞金峰. 中央社. 2020-01-21  [2020-01-21]. （原始内容存档于2020-02-26）.
4. 1 2  捷運環狀線1/31通車 一張圖看懂哪8站可以轉乘 （页面存档备份，存于），自由時報，2020-01-21 16:49:13。
5. 1 2  新北環狀線 1月31日通車營運，新北環狀線免費試乘3日，吸引超過11萬人試乘 （页面存档备份，存于），翻爆，2020-01-24。
6. 1 2  . 臺北大眾捷運股份有限公司. 2021-01-15.
7. ↑  《捷運系統與明日台北交通》，龍天立著——台北市政府捷運工程局編印（1987年7月1日出版）
8. ↑  . 中央研究院人文社會科學研究中心地理資訊科學研究專題中心.   [2019-04-01]. （原始内容存档于2020-09-17）. 臺北縣地圖(1964)
9. ↑  捷運環狀線CF641標大坪林站連續壁及結構體工程於99年10月8日舉行開工動土典禮.臺北市政府捷運工程局.2012-03-13 （页面存档备份，存于）
10. ↑  捷運環狀線第一階段設計現況.臺北市政府捷運工程局.2012-03-04 （页面存档备份，存于）
11. ↑  台北市政府捷運工程局 ─ 交通維持>有關環狀線與新店線大坪林地下車站簡要說明？.臺北市政府捷運工程局.2011-11-21 （页面存档备份，存于）
12. ↑  .   [2025-03-23]. （原始内容存档于2020-04-05）.
13. ↑  .   [2022-06-16]. （原始内容存档于2020-01-12）.
14. ↑   (PDF).   [2025-06-19]. （原始内容 (PDF)存档于2025-06-16）.
15. 1 2  鐵道省. . 國立國會圖書館. 1937年12月: 頁538  [2021-03-13]. （原始内容存档于2020-01-30）.（日語）
16. 1 2  徐榮崇. . 臺北市文獻委員會. 2015年12月  [2020-01-04]. ISBN 9789860469875. （原始内容存档于2020-12-07）.
17. ↑  . 蘋果日報. 2003-11-24  [2020-12-27]. （原始内容存档于2021-01-12） （中文（臺灣））.
18. ↑  台北市政府捷運工程局 ─ 交通維持>環狀線目前是否有工程已開始動工了？[永久]
19. ↑  葉德正、楊亞璇. . 中時新聞網. 2022-06-07  [2022-06-07]. （原始内容存档于2022-06-15） （中文）.
20. ↑  高華謙. . 中央社. 2024-04-03  [2024-04-08]. （原始内容存档于2024-04-04）.
21. ↑  高華謙. . 中央社. 2024-04-07  [2024-04-08]. （原始内容存档于2024-04-12）.
22. ↑  . 臺北市交通統計資料庫查詢系統. 2021-02-04  [2022-06-25]. （原始内容存档于2020-11-28）.

## 外部連結
- 新北大眾捷運股份有限公司 （页面存档备份，存于）
- 臺北大眾捷運股份有限公司 （页面存档备份，存于）
- 臺北市政府捷運工程局 （页面存档备份，存于）
- 大坪林站位置圖（台北捷運公司） （页面存档备份，存于）
- 大坪林站車站剖面相關位置圖（台北捷運公司） （页面存档备份，存于）
- 販賣店現況 - 環狀線 （页面存档备份，存于）
- 販賣店現況 - 松山新店線 （页面存档备份，存于）